# سالم لودفيج
سالم لودفيج (بالإنجليزية: Salem Ludwig)‏ هو ممثل أمريكي، ولد في 31 يوليو 1915 ببروكلين في الولايات المتحدة، وتوفي في 1 أبريل 2007 بنيويورك في الولايات المتحدة.

## أعمال

### أفلام
- (1963) أمريكا أمريكا
- (1981) الحب اللانهائي

## وصلات خارجية
- سالم لودفيج على موقع IMDb (الإنجليزية)
- سالم لودفيج على موقع أول موفي (الإنجليزية)
- سالم لودفيج على موقع قاعدة بيانات برودواي على الإنترنت (الإنجليزية)
- سالم لودفيج على موقع قاعدة بيانات الفيلم (الإنجليزية)